# Changdao

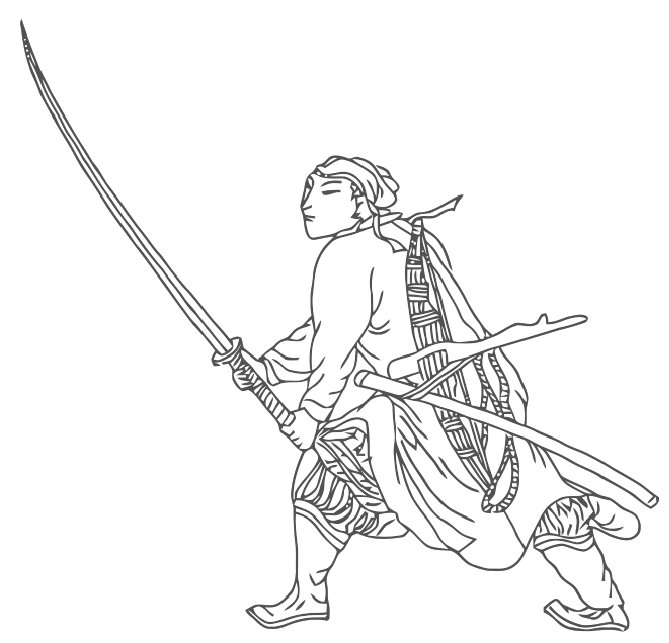
Changdao

Changdao (chino simplificado: 长刀, chino tradicional: 長刀, literalmente "cuchillo largo") era un tipo de espada anti-caballería utilizado en China durante la dinastía Ming. A veces era llamado Miao dao, su hoja se asemeja en gran medida a una ōdachi japonesa. Esta arma fue adoptada por el general Qi Jiguang, que adquirió un manual del Kage-Ryu, recibido por piratas japoneses (wokou), donde estudió y lo modificó para sus tropas, usándolo contra los enemigos en la frontera de Mongolia en 1560. Sustituyó al zhǎnmǎdāo como un arma para "destajar caballos". 
En la época del general Qi tenía una longitud de 1,95 metros, similar a la ōdachi japonesa. Su mango es largo, al parecer, un poco más de un tercio de su longitud total, y su curva más profunda que la de las espadas japonesas. Comandando hasta 100.000 soldados en la frontera mongol, el general Qi vio la eficacia de arma, al punto que el 40% de sus tropas poseían un changdao.
- Datos: Q1771278